# Kurt Gdanietz
Kurt Gdanietz (* 24. Januar 1928 in Danzig; † 12. März 2019) war ein deutscher Chirurg und Kinderchirurg.

## Leben und Wirken
Gdanietz wurde am 24. Januar 1928 in Danzig geboren, lebte in Preußisch Stargard, im Polnischen Korridor in der Provinz Westpreußen gelegen, wo er zweisprachig – deutsch und polnisch – aufwuchs und die Deutsche Privatschule besuchte. Im Juni 1939, unmittelbar vor Ausbruch des Zweiten Weltkriegs, siedelte die Familie nach Berlin über. Dort besuchte er die Oberschule. 1944 zum Bau des „Ostwalls“ verpflichtet, erlebte er das Kriegsende in Berlin. Erneut besuchte er die Oberschule und 1947 bestand er das Abitur. Mit der Begründung, dass aus dem Feld Zurückgekehrte vorrangig zum Studium zugelassen würden, begann er sein Medizinstudium erst 1950 an der Humboldt-Universität zu Berlin. Zwischenzeitlich schloss er das Maurerhandwerk als Geselle ab, war am Wohnungsbau in der damaligen Berliner Stalinallee, jetzt Frankfurter Allee, und an der Russischen Botschaft Unter den Linden beteiligt. Nach dem Medizinstudium 1955 und der Promotion 1957, mit einer tierexperimentellen Arbeit am Endokrinologischen Institut der Charité Berlin, durchlief er eine Fachausbildung im Landeskrankenhaus Lübben, wo er Kenntnisse in der Allgemeinchirurgie, Gynäkologie/Geburtshilfe, Urologie, Unfallchirurgie erwarb und 1957 in der Chir.-Universitätsklinik Jena in der Anästhesie. Facharzt für Chirurgie wurde er 1961, Oberarzt 1962.
Am 12. März 1962 begann er die kinderchirurgische Ausbildung bei Ilse Krause im Städtischen Hufelandkrankenhaus Berlin-Buch, dem späteren Städtischen Klinikum Berlin-Buch. Er wurde Facharzt für Kinderchirurgie, Oberarzt, und ab 1980 als Nachfolger von Ilse Krause Direktor der Klinik.
Von 1963 bis 1968 hatte er den Lehrauftrag für das Fach „Praktische Chirurgie“ an der Medizinischen Fakultät der Charité Berlin, habilitierte am 24. Januar 1973, erhielt 1976 die Facultas Docendi und war mit Wirkung vom 1. Februar 1977 als Honorardozent der erste berufene Kinderchirurg an der Humboldt-Universität zu Berlin. Dem 1978 angetragenen Wechsel zur Ernst-Moritz-Arndt-Universität Greifswald und dem zur Charité war er nicht gefolgt. 1984 wurde er an die Akademie für Ärztliche Fortbildung der DDR als Honorarprofessor berufen.
1971 wurde er Erster Vorsitzender der AG-Chirurgie des Harntrakts im Kindesalter, 1972 Mitbegründer des Konsultationstreffens, von 1981 bis 1986 Schatzmeister der Berliner Chirurgischen Gesellschaft, 1983 bis 1985 Vorsitzender der Sektion Kinderchirurgie. 1985 führte er die Verhandlungen mit dem Vorstand der Gesellschaft für Chirurgie der DDR zur Gründung einer Gesellschaft für Kinderchirurgie, deren erster Vorsitzender er von 1987 bis 1990 war. Seit 1987 war er Vorsitzender der Zentralen Gutachterkommission bei der Zentralstelle für Ärztliches Begutachterwesen.
Neben der Abdominal-, Unfall-, Thoraxchirurgie und Kinderurologie, befasste er sich besonders mit der Prävention und Therapie subglottischer Stenosen. Er war innovativ, grub Vergessenes aus oder beschritt neue Wege (Darmumkehrplastik, „eingenähtes“ Tracheostoma, Klebung der ösophagotrachealen Fisteln).
Fünf Monate nach der Wende fand am 18. April 1990 eine ordentliche Präsidiumssitzung der Deutschen Gesellschaft für Kinderchirurgie in Berlin statt, auf der Gdanietz den Antrag auf Übernahme der Mitglieder der Gesellschaft für Kinderchirurgie der DDR in die Deutsche Gesellschaft für Kinderchirurgie stellte. Die Vereinigung fand dann am 17. November 1990 statt. Gdanietz, der ab 1965 ununterbrochen Mitglied der Deutschen Gesellschaft für Kinderchirurgie war, wurde Präsidiumsmitglied und Leiter der Akademie für Kinderchirurgie.
Er war Mitglied der Zentralen Prüfungskommission für Kinderchirurgie an der Akademie für ärztliche Fortbildung der DDR und Prüfer im Fach Kinderchirurgie bei der Ärztekammer Berlin. Rund 130 Publikationen tragen seinen Namen, oft an erster Stelle, über 250 Vorträge hielt er im In- und Ausland, in Polen stets in Polnisch, schrieb Buchbeiträge, verfasste eine Schrift über die Entwicklung der Kinderchirurgie in der DDR und war Betreuer von zwölf Diplomanden, 33 Doktoranden, zwei Habilitanden. Mitbegründer und Schriftleiter von Zentralblatt für Kinderchirurgie, Member of Editorial board in „Pediatrics and related topics“ und in „Surgery in Childhood International“. Mitherausgeber des Lehrbuchs „Kinderchirurgie für die klinische Praxis“ und „Das Kind in der Praxis“, Autor von „Das akute Abdomen im Kindesalter“, Mitarbeiter im „Wörterbuch der Medizin“.
Gdanietz war Mitglied der Deutschen Gesellschaft für Chirurgie, der Deutschen Gesellschaft für Kinderchirurgie, der Berliner Chirurgischen Gesellschaft, der British Association of Paediatric Surgeons (BAPS), Ehrenmitglied der Ungarischen, Polnischen, Österreichischen, Deutschen Gesellschaft für Kinderchirurgie, der Berliner Chirurgischen Gesellschaft, des Landesverbandes für ambulantes Operieren Land Brandenburg e. V., korrespondierendes Mitglied der Schweizerischen Gesellschaft für Kinderchirurgie, Träger der Fritz-Rehbein-Ehrenmedaille der Deutschen Gesellschaft für Kinderchirurgie. Die Polnische Pharmazeutische Firma Polfa verlieh ihm für die fruchtbare internationale Zusammenarbeit und Förderung des Faches Kinderchirurgie eine Medaille und Urkunde, die Universität Danzig „The memorial Medal of the Medical University of Gdańsk“.
1993 trat er in den Ruhestand und war für weitere 13 Jahre in einem ambulanten Operationszentrum operativ kinderchirurgisch tätig.

## Schriften (Auswahl)
- Untersuchungen über die Hemmwirkung von Testosteronpropionat auf den Oestruszyklus der Rattenweibchen nach vorangegangener Behandlung der Tiere mit hohen Dosen des gleichen Hormons. Dissertation, HU Berlin, 1957
- Experimentelle Untersuchungen über die Anwendung des Gewebeklebers Butyl-2-Zyanoakrylat beim wachsenden Organismus und erste klinische Ergebnisse bei Kindern. Promotion-B (Habilitation), Karl-Marx-Universität Leipzig, 1973
- Die angeborene Duodenalstenose. In: DtGesundhwesen. Band 32, 1964 S. 1489–1496
- Our experience in treatment of Extrophy of the bladder by uretero-colostomy. In: Pamiętnik I-go Zjazdu Naukowego PTChD. 1968, S. 253–254
- Der akute chirurgische Thorax bei Neugeborenen. In: Pädiatrische Praxis. Band 8, 1969, S. 545–664 (Co-Autorin: Gudrun Rothmaler)
- Die Umkehrung eines Dünndarmsegments beim Malabsorptionssyndrom nach ausgedehnter Dünndarmresektion bei einem Säugling. In: Zentralblatt für Chirurgie. Band 98, 1973, S. 251–255 (Co-Autor: Wolfgang Biewald)
- Plastik Adhesives for Closing Oesophago-tracheal Fistulae in Children. In: Zeitschrift für Kinderchirurgie und Grenzgebiete. Supplement zu Band 17, Hippokrates, Stuttgart 1975 und In: Fritz Rehbein: Kinderchirurgische Operationen. Hippokrates, Stuttgart 1976, S. 55 (Co-Autorin: Ilse Krause)
- Operative Technik zur Anlage und zum plastischen Verschluss des Tracheostomas. In: Zeitschrift für Erkrankungen der Atmungsorgane. Band 143, 1975, S. 36–39 (Co-Autoren: Annemarie Franz, Ingeborg Schneider, Bernhard Wiesner.)
- Präventivtracheostomie bei pulmonalen Infektionen im Rahmen der neonatalen Intensivtherapie. In: I. Südosteuropäisches Symposium für Kinderchirurgie Graz 1978. Kongressband, Georg Thieme 1980, S. 32–33.
- Die Pankreaspseudozysten im Kindesalter und ihre Therapie. In: Zentralblatt für Chirurgie. Band 105, 1980, S. 1514–1518
- Pheochromocytoma – Surgical Management. In: VI. Zjazd PTChD. Kongressband 1986, S. 309–311 (Co-Autoren: Götz Borgwardt, Ulf Berg, Michael Kriewald.)
- Lungenchirurgie im Säuglings- und Kindesalter. In: Medaktuell. Band 14, 1988, S. 250–251
- The Transthoracic Hiatoplasty for cases of non-operable Gastrooesophageal Reflux. In: European Journal Pediatric Surgery. Band 1, 1991, S. 230–232 (Co-Autor: Michael Lempe.)
- The Use of Fibrin Sealant in Pediatric Surgery. In: Acta Chirurgica Austriaca. Band 3, 1991, S. 95–99 (Co-Autorin: Irina Gutsche.)